# María Noelia Fierro
María Noelia Fierro (Montevideo, 20 de abril de 1934 - 22 de enero de 2011) fue una pintora uruguaya.

## Biografía
Realizó dibujo y pintura en la Escuela de Bellas Artes desde 1948 a 1953 donde tuvo la oportunidad de tomar clases con Adolfo Pastor e Iberé Camargo.
Participó de las Bienales Uruguayas de Pintura obteniendo menciones y premios desde 1957 a 1960 y fue incluida en la muestra Blanes a nuestros días en 1961. Participó en diferentes exposiciones individuales y colectivas en San Pablo, México y Uruguay.
Ejerció la docencia en la Enseñanza Secundaria y en la Universidad del Trabajo.